# Керненрид
Керненрид (нем. Kernenried) — коммуна в Швейцарии, в кантоне Берн.
Входит в состав округа Бургдорф. Население составляет 440 человек (на 31 декабря 2006 года). Официальный код — 0411.